# Rock Elm (Wisconsin)
Rock Elm – miasto w Stanach Zjednoczonych, w stanie Wisconsin, w hrabstwie Pierce.